# Klokkarvik
Klokkarvik är en tätort och kyrkby i Øygardens kommun i Vestland fylke i västra Norge. Orten ligger där fylkesväg 5218 möter fylkesväg 560 på den södra delen av ön Sotra. Här finns Sunds kyrka.
Orten tillhörde tidigare dåvarande Sunds kommun i Hordaland fylke.

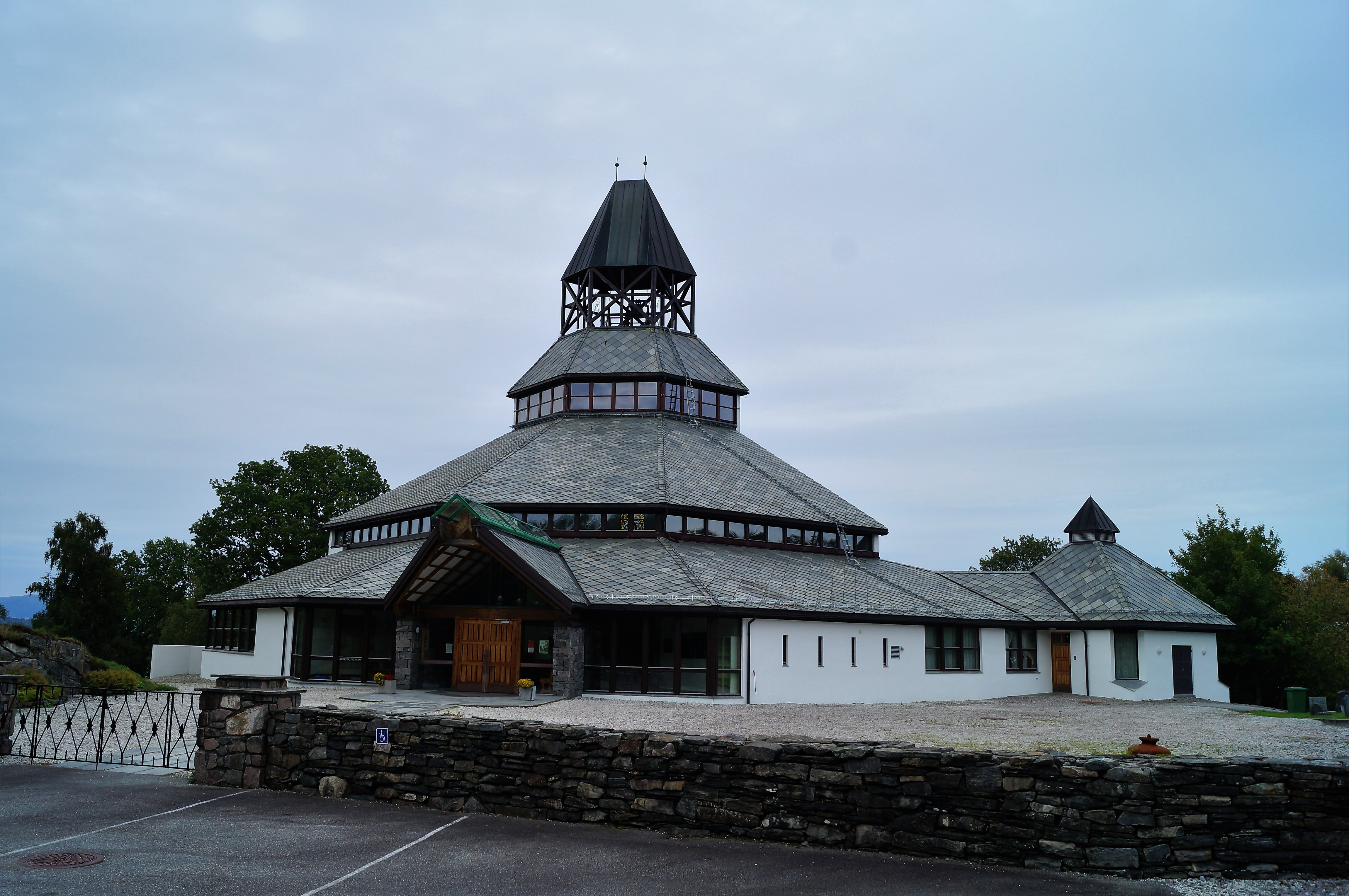
Sunds kyrka.